# Sidi Yacoub
Pour les articles homonymes, voir Yacoub.
Sidi Yacoub est une commune de la wilaya de Sidi Bel Abbès en Algérie.

## Géographie

### Situation
| Sehala Thaoura    | Tessala           | Sidi Lahcene |
| Aïn Kada          | Sidi Yacoub       | Sidi Lahcene |
| Sidi Ali Boussidi | Sidi Ali Boussidi | Sidi Khaled  |